# Morti nel 1983/Gennaio
| Questa pagina contiene informazioni ricavate automaticamente dalle voci biografiche con l'ausilio del template Bio e di un bot. L'aggiornamento è periodico e automatico e ricostruisce completamente la pagina. Se manca una persona in questa lista, sei pregato di non aggiungerla, ma accertati piuttosto che la sua voce biografica contenga il template Bio e che i dati anagrafici siano correttamente compilati. Se il template Bio manca, inseriscilo tu stesso o, in alternativa, metti l'avviso {{tmp\|Bio}} che ne segnala la mancanza. Se i dati riportati sono sbagliati, correggi direttamente la voce biografica; le modifiche saranno visibili in questa lista entro pochi giorni. Per chiarimenti vedi il progetto biografie. La lista contiene solo le 111 persone che sono citate nell'enciclopedia e per le quali è stato implementato correttamente il template Bio. Pagina aggiornata al 3 mar 2024. |

- 1º gennaio - David Buttolph, compositore statunitense (n. 1902)
- 1º gennaio - Giorgio Turin, calciatore italiano (n. 1891)
- 1º gennaio - Arie de Winter, calciatore olandese (n. 1913)
- 3 gennaio - Umberto Favero, calciatore italiano (n. 1909)
- 3 gennaio - Gaspar Rubio, calciatore e allenatore di calcio spagnolo (n. 1907)
- 4 gennaio - Gian Giacomo Gallarati Scotti, diplomatico e politico italiano (n. 1886)
- 4 gennaio - Min Byung-dae, calciatore sudcoreano (n. 1918)
- 4 gennaio - Esodo Pratelli, pittore e regista italiano (n. 1892)
- 4 gennaio - Cristoforo Ricci, funzionario e politico italiano (n. 1921)
- 5 gennaio - Chapman Grant, erpetologo statunitense (n. 1887)
- 5 gennaio - Karlis Zvirgzdiņš, calciatore lettone (n. 1907)
- 6 gennaio - Gerhard Barkhorn, aviatore tedesco (n. 1919)
- 7 gennaio - Reto Raduolf Bezzola, linguista svizzero (n. 1898)
- 7 gennaio - Fred Church, attore statunitense (n. 1889)
- 7 gennaio - Edith Coates, mezzosoprano britannico (n. 1908)
- 7 gennaio - Pietro Grifone, politico, antifascista e partigiano italiano (n. 1908)
- 7 gennaio - Kurt Weckström, calciatore finlandese (n. 1911)
- 7 gennaio - Faika d'Egitto, nobile egiziana (n. 1926)
- 8 gennaio - Hüseyin Alp, cestista e attore turco (n. 1935)
- 8 gennaio - Gale Page, attrice e cantante statunitense (n. 1913)
- 9 gennaio - Kang Ryang-uk, politico e presbitero nordcoreano (n. 1903)
- 9 gennaio - Osvaldo Novo, calciatore italiano (n. 1896)
- 9 gennaio - Diego Parodi, vescovo cattolico italiano (n. 1916)
- 9 gennaio - Giorgio Vigolo, scrittore italiano (n. 1894)
- 10 gennaio - Marco Bianco, generale italiano (n. 1893)
- 10 gennaio - Alexandre Cirici i Pellicer, scrittore spagnolo (n. 1914)
- 10 gennaio - Roy DeMeo, mafioso statunitense (n. 1942)
- 10 gennaio - Carwyn James, rugbista a 15 e allenatore di rugby a 15 gallese (n. 1929)
- 10 gennaio - André-Jean Vérineux, missionario e vescovo cattolico francese (n. 1897)
- 11 gennaio - Tichon Jakovlevič Kiselëv, politico sovietico (n. 1917)
- 11 gennaio - Grigorij L'vovič Rošal', regista sovietico (n. 1899)
- 12 gennaio - Rebop Kwaku Baah, percussionista ghanese (n. 1944)
- 12 gennaio - Albano Luisetto, calciatore italiano (n. 1920)
- 12 gennaio - Nikolaj Viktorovič Podgornyj, politico sovietico (n. 1903)
- 13 gennaio - Barry Galbraith, chitarrista statunitense (n. 1919)
- 13 gennaio - Sverre Lie, calciatore norvegese (n. 1888)
- 13 gennaio - John Joseph McCarthy, missionario e arcivescovo cattolico irlandese (n. 1896)
- 13 gennaio - Alberto Poltronieri, violinista italiano (n. 1892)
- 13 gennaio - Arthur Space, attore statunitense (n. 1908)
- 14 gennaio - Eugène Beaudouin, architetto e urbanista francese (n. 1898)
- 14 gennaio - František Miller, zoologo e insegnante cecoslovacco (n. 1902)
- 14 gennaio - Manlio Resta, economista italiano (n. 1908)
- 14 gennaio - Udo von Woyrsch, generale tedesco (n. 1895)
- 15 gennaio - Aldo Calò, scultore italiano (n. 1910)
- 15 gennaio - Ernst Fuchs, teologo tedesco (n. 1903)
- 15 gennaio - Ernst Erich Noth, scrittore tedesco (n. 1909)
- 15 gennaio - Meyer Lansky, mafioso russo (n. 1902)
- 15 gennaio - Shepperd Strudwick, attore statunitense (n. 1907)
- 16 gennaio - Vladimir Bakarić, politico jugoslavo (n. 1912)
- 16 gennaio - Guido Carobbi, mineralogista italiano (n. 1900)
- 16 gennaio - Khalil Esfandiary Bakhtiari, diplomatico iraniano (n. 1901)
- 17 gennaio - Angelo Dessy, attore italiano (n. 1907)
- 17 gennaio - Doodles Weaver, attore statunitense (n. 1911)
- 18 gennaio - Charlie Mathys, giocatore di football americano statunitense (n. 1897)
- 18 gennaio - Kathleen Shaw, pattinatrice artistica su ghiaccio britannica (n. 1903)
- 19 gennaio - Sabino Bilbao, calciatore spagnolo (n. 1897)
- 19 gennaio - Don Costa, arrangiatore, compositore e produttore discografico statunitense (n. 1925)
- 19 gennaio - Yvon De Begnac, giornalista e scrittore italiano (n. 1913)
- 20 gennaio - Mario Agnoli, ingegnere e politico italiano (n. 1898)
- 20 gennaio - Garrincha, calciatore brasiliano (n. 1933)
- 20 gennaio - Felix Pipes, tennista austriaco (n. 1887)
- 20 gennaio - Enzo Luigi Poletto, compositore e paroliere italiano (n. 1906)
- 21 gennaio - Howard Clark, arcivescovo anglicano canadese (n. 1901)
- 21 gennaio - Marian Mazur, ingegnere polacco (n. 1909)
- 21 gennaio - Ton Satomi, scrittore giapponese (n. 1888)
- 21 gennaio - Enzo Scaini, calciatore italiano (n. 1955)
- 21 gennaio - Antonio Siddi, velocista e lunghista italiano (n. 1923)
- 21 gennaio - Felice Zappulla, produttore cinematografico e sceneggiatore italiano (n. 1914)
- 23 gennaio - Geoffrey Hodson, teosofo, esoterista e scrittore britannico (n. 1886)
- 23 gennaio - Eugenia Martinet, poetessa italiana (n. 1896)
- 24 gennaio - George Cukor, regista statunitense (n. 1899)
- 24 gennaio - Johan Grøttumsbråten, sciatore nordico norvegese (n. 1899)
- 24 gennaio - Juan Carlos Zabala, maratoneta argentino (n. 1911)
- 25 gennaio - Egidio Cattaneo, calciatore italiano (n. 1927)
- 25 gennaio - Giangiacomo Ciaccio Montalto, magistrato italiano (n. 1941)
- 25 gennaio - Alberto Marzi, psicologo italiano (n. 1907)
- 25 gennaio - Rodney Soher, bobbista britannico (n. 1893)
- 26 gennaio - Bear Bryant, allenatore di football americano statunitense (n. 1913)
- 26 gennaio - Werner Düttmann, architetto, urbanista e pittore tedesco (n. 1921)
- 26 gennaio - Jan Gawronski, diplomatico e scrittore polacco (n. 1892)
- 26 gennaio - Del Rice, giocatore di baseball e cestista statunitense (n. 1922)
- 26 gennaio - Leopoldo Valentini, attore italiano (n. 1912)
- 27 gennaio - Georges Bidault, politico francese (n. 1899)
- 27 gennaio - Luigi Broggini, scultore italiano (n. 1908)
- 27 gennaio - Meyer Fortes, antropologo britannico (n. 1906)
- 27 gennaio - Louis de Funès, attore e comico francese (n. 1914)
- 27 gennaio - Higinio Morínigo Martínez, generale e politico paraguaiano (n. 1897)
- 28 gennaio - Sweet Emma Barrett, cantante statunitense (n. 1897)
- 28 gennaio - Frank Forde, politico australiano (n. 1890)
- 28 gennaio - Billy Fury, cantante britannico (n. 1940)
- 28 gennaio - Aryeh Kaplan, teologo e rabbino statunitense (n. 1934)
- 28 gennaio - Edward Lawry Norton, ingegnere statunitense (n. 1898)
- 28 gennaio - Claude Papi, calciatore francese (n. 1949)
- 28 gennaio - Jean-Édouard-Lucien Rupp, arcivescovo cattolico francese (n. 1905)
- 29 gennaio - Vincenzo Casillo, mafioso italiano (n. 1942)
- 30 gennaio - Alan Cunningham, generale britannico (n. 1887)
- 30 gennaio - Giuseppe Fossati, calciatore italiano (n. 1894)
- 30 gennaio - Burke Jones, calciatore statunitense (n. 1903)
- 30 gennaio - Štefan Králik, drammaturgo slovacco (n. 1909)
- 30 gennaio - Fritz Machlup, economista austriaco (n. 1902)
- 30 gennaio - Emilio Polli, nuotatore italiano (n. 1901)
- 30 gennaio - Mack Reynolds, scrittore e giornalista statunitense (n. 1917)
- 30 gennaio - Joan Valerie, attrice statunitense (n. 1911)
- 31 gennaio - Slimane Azem, cantante e poeta berbero (n. 1918)
- 31 gennaio - Gregorio Blasco, calciatore spagnolo (n. 1909)
- 31 gennaio - Lorraine Ellison, cantante statunitense (n. 1931)
- 31 gennaio - Nicandro Izzo, militare italiano (n. 1944)
- 31 gennaio - Rudi Paret, filologo, islamista e traduttore tedesco (n. 1901)
- 31 gennaio - Biagio Pecorino, politico italiano (n. 1909)
- 31 gennaio - Nanni Scolari, filosofo italiano (n. 1935)
- 31 gennaio - Modesta Valenti,  italiana (n. 1912)